# Національний музей африканського мистецтва
Національний музей африканського мистецтва (англ. National Museum of African Art) - музей африканського мистецтва, є частиною Смітсонівського інституту в Вашингтоні, округ Колумбія.
У музеї художника є колекція картин відомого сучасного африканця Фатхі Хасана, який вважається першим сучасним художником в історії африканського мистецтва.
У музеї розміщені колекції традиційного і сучасного африканського мистецтва з країн Африки на південь від Сахари і арабських країн Північної Африки, які включають 9 тисяч творів, 300 тисяч фотографій і 50 тисяч бібліотечних томів. Музей став першою установою, що розмістила твори африканського мистецтва в Сполучених Штатах.
Заснований в 1964 році американський офіцером дипломатичної служби Уоррен М. Роббінсоном. Він купував африканські предмети мистецтва в Німеччині, а також безліч будинків, де можна було їх виставити.
Колекція була орієнтована на традиційне африканське мистецтво.
У 1979 році намагаючись зберегти експонати своєї колекції Уоррен М. Роббінсон запропонував приєднати музей до Смітсонівського інституту. Через 2 роки колекція перетворилася в Національний музей африканського мистецтва.
У 1987 році будівля музею, що в основному знаходиться під землею, було завершено. Це один з найменших музеїв Смітсонівського інституту.
Потім, протягом наступних 20 років Національний музей африканського мистецтва слідував науковому напрямку, маючи невелику кількість соціальних програм. Музей зібрав традиційні і сучасні твори історичного значення. Представлені виставки включають як внутрішні, так і запозичені роботи. У музеї щороку проходять дві-три тимчасових виставки і десять спеціальних заходів.

## Історія створення
З 1950 року американський дипломат і офіцер Уоррен М. Роббінс збирав африканські фігури, маски, книги і текстиль з німецьких антикварних магазинів. У 1960 році, повернувшись до Вашингтона, він купив будинок на Капітолійському пагорбі і відкрив свою колекцію для перегляду. Роббінс, сподівався, що зможе просунути міжрасові цивільні права і поліпшити національну повагу до головного компоненту чорної культурної спадщини. Починаючи з 1963 року, він розширив свій будинок-музей на Капітолійському пагорбі в сусідні таунхауси, які він спеціально придбав. Колекції в кінцевому підсумку посіли дев'ять таунхаусів і більше десятка інших об'єктів  .
У 1964 році був офіційно відкритий Музей африканського мистецтва . Перша виставка складалася з колекції і двох експонатів  . Напрямок музею - традиційне африканське мистецтво і його освітня місія з навчання чорному культурної спадщини. Роббінс назвав свій музей «відділом освіти з прикріпленим музеєм».
Станом на 1976 рік в Африканському художньому музеї працювало 20 осіб і виставлялася колекція з 6000 предметів.
Щоб забезпечити довговічність музею, Роббінс хотів включити його до складу Смітсонівського інституту. Палата представників схвалила цей план в 1978 році. Це рішення підтримали Джон Брадемас, Лінді Боггс, Рон Делумс і інші. З 1979 року почався переклад колекцій з таунхаусів в музей.
1981 року музей було перейменовано в Національний музей африканського мистецтва  .
На початку 1983 року Сільвія Вільямс стала директором музею. В цьому ж році Смітсонівський інститут відкрив нову спеціалізовану будівлю для Африканського художнього музею в Національному торговому центрі. Комплекс розташовувався в основному під землею і розширив виставкову площу музею після його відкриття в вересні 1987 року.
Згодом погляди на африканське мистецтво змістилися з етнографічного інтересу до вивчення традиційних предметів на предмет їхньої майстерності та естетичних властивостей. Колекція розширилася до сучасних творів і творів з арабських країн Північної Африки, крім традиційних країн на південь від Сахари.
Після смерті Сільвії Вільямс в 1996 році, куратор Рослін Уокер стала директором (з 1997 по 2002 рік). Вона створила фонд, який збирав гроші на реконструкцію павільйону музею на початку 2000-х років  .

## Колекції музею
Національний музей африканського мистецтва був першою установою, присвяченим африканському мистецтву в Сполучених Штатах. Колекція Національного музею у 2008 році складалася з 9 000 об'єктів і 300 000 фотографій. Об'єкти варіюються від скульптур і масок XV-го століття до сучасного мультимедійного мистецтва, яке представлено роботами фотожурналістів Еліота Елісофона і Констанста Стюар Ларрабі.
Еліот Елісофон висвітлював головні події XX-го століття для Life, а Констанс Стюарт Ларрабі висвітлював другу світову війну і життя в Південній Африці.
У 2004 році в музеї налічувалося 400 творів сучасного мистецтва. Колекції і спеціальні виставки зробили музей «міцної силою в світі міжнародного мистецтва» і головним майданчиком сучасного африканського мистецтва в Сполучених Штатах.
У середині 80-х років, постійна колекція музею складалася з більш ніж 6000 предметів мистецтва (скульптури, артефакти, текстиль) та великої колекції фотографій Еліота Елісофона. Ця унікальна колекція була орієнтована на країни Африки на південь від Сахари , з кращим поданням узбережжя Гвінеї і Західного Судану.
Протягом десятиліття колекція розширилася до 7000 традиційних і сучасних предметів зі всієї Африки.
У 1997 році музей відкрив постійну галерею. У тому ж році фотограф Констанс Стюарт Ларрабі передав музею 3000 фотографій з Південної Африки.
У 2005 році музей підтвердив свій статус, коли отримав колекцію Уолта Діснея-Тішмана з 525 робіт, за які боролися і інші установи. Колекція охоплювала більшість основних стилів африканського мистецтва і 75 культур  .
Бібліотека музею також зросла після приєднання до Смітсонівського інституту - від 3 000 до 30 000 томів з образотворчого мистецтва, антропології, кулінарії, історії, релігії і подорожам, особливо робіт, виданим в Африці. За останніми даними в бібліотеці міститься 50 000 томів.

## Виставки
130 виставок було організовано в перші 25 років після відкриття музею. З моменту приєднання музею до Смітсонівського інституту щорічно проводяться дві-три тимчасових виставки.
Музей показав 375 робіт на п'яти малих і середніх виставках на відкритті будівлі National Mall Building. Центральна експозиція «Мистецтво Африки в життєвому циклі» представляла 88 експонатів в семи розділах, присвячених семи етапах життя африканських племен. В таких розділах, як «Безперервність», відображалися вирізані вручну фігурки присвячені материнству. У розділі «Перехід» були представлені церемоніальні маски для повнолітніх представників племен. Розділ «На шляху до безпечного світу» відображав предмети пов'язані з цілителем. Багато з творів були шедеврами, запозиченими з американських і європейських музеїв і приватних колекцій. Ще один експонат показав 100 предметів з власної колекції музею. Решта три експонати були менше: західноафриканський текстиль, скульптури Беніну і мідні рельєфи, табакерки.
Наприкінці 90-х - початок 2000-х років в музеї проходили виставки сучасного єгипетського мистецтва і мадагаскарських тканин.
У 1997 році фотограф Констанс Стюарт Ларрабі подарував музею свої роботи, які були продемонстровані у внутрішній і пересувній виставці..
У 1998 році була організована ретроспектива скульптора Yoruba. Доданий до виставки каталог був першим подібним науковим виданням для традиційного африканського художника.
Музей також провів персональні виставки для художників, в тому числі Sokari Douglas Camp в 1989 році і Yinka Shonibare в 2010 році.
Виставки, орієнтовані на дітей, такі як «Грайливі виконавці», зібрали натовпи відвідувачів в середині 2000-х років.
У 2004 році на виставці «Insights» було представлено 30 робіт про апартеїд в Південній Африці.
У 2013 році музей отримав свій найбільший подарунок, 1,8 мільйона доларів з Оману, в серії, присвяченої мистецтву країни і його зв'язку з культурами на Близькому Сході.
Виставка «Розмови: африканські та афроамериканських твори мистецтва в діалозі» 2015 року, представила роботи з приватної колекції. Критик мистецтва і архітектури «Washington Post» Філіп Кеннікотт писав, що музей порушує етику і завдає шкоди своїй репутації, демонструючи приватну колекцію, яка не була передана в дар музею.